# مت کربن
مت کربن (انگلیسی: Matt Carbon؛ زادهٔ ۸ ژوئن ۱۹۷۵) بازیکن فوتبال اهل بریتانیا است.
از باشگاه‌هایی که در آن بازی کرده‌است می‌توان به باشگاه فوتبال وست برومویچ آلبیون، باشگاه فوتبال دربی کانتی، باشگاه فوتبال بارنزلی، باشگاه فوتبال لینکولن سیتی، باشگاه فوتبال میلتون کینز دونز، و باشگاه فوتبال والسال اشاره کرد.
وی همچنین در تیم ملی فوتبال زیر ۲۱ سال انگلستان بازی کرده‌است.